# Eugen Slutsky
Pour les articles homonymes, voir Sloutski.
Evgueni Evguenievitch Sloutski (en russe : Слуцкий, Евгений Евгеньевич, transcription anglaise : Eugen Slutsky ; 7 avril 1880 - 10 mars 1948) est un économiste et statisticien russe.

## Travaux

### Économie théorique
Il est principalement connu pour sa mise au point de l'équation de Slutsky, couramment employée dans le cadre de la théorie du consommateur afin de séparer l'effet de substitution de l'effet revenu sur la demande totale d'un bien, dans le cadre d'une variation du prix dudit bien. La théorie du producteur fait aussi usage d'équations analogues à l'équation de Slutsky.
Il resta relativement inconnu des économistes occidentaux au début de sa carrière, tant en raison de ses changements fréquents de centres d'intérêt que des conséquences de la révolution de 1917.
Sa contribution majeure à l'économie, qui fut également, d'après certains, l'une de ses dernières contributions à l'économie pure, fut publiée en 1915 (Sulla teoria del bilancio del consumatore). Ainsi, Samuelson a pu remarquer que, jusqu'en 1936, il n'avait eu aucune connaissance de cet article en raison de la première guerre mondiale et de sa diffusion dans une publication en italien. L'économiste R. G. D. Allen contribua fortement à la propagation des travaux de Slutsky sur la théorie du consommateur dans ses articles publiés en 1936 et 1950.
Dans les années 1920, Slutsky se tourna vers la théorie des probabilités et des processus stochastiques, mais en 1927 il publia son second article majeur en économie, La somme d'événements aléatoires en tant que source de processus cycliques, qui permit de développer une nouvelle approche à la théorie des cycles économiques, en supposant qu'une périodicité puisse émerger de l'interaction d'événements aléatoires.

### Statistiques
Les travaux ultérieurs de Slutsky portèrent principalement sur la théorie des probabilités et la théorie des processus stochastiques. On lui attribue le résultat appelé théorème de Slutsky. Il collabora également avec Ernst Zakouski sur le sujet de l'inférence bayésienne.